# 부천시 원미구 갑
부천시 원미구 갑은 대한민국의 옛 국회의원 선거구이다. 당시 경기도 부천시 원미구의 일부 지역을 관할했다.

## 역사
대한민국 제15대 국회의원 선거를 앞두고 부천시 중구 갑 선거구에서 분리되면서 신설되었다.
2016년 7월 4일을 기해 부천시가 일반구인 원미구, 소사구, 오정구를 폐지했다. 이에 따라 대한민국 제21대 국회의원 선거를 앞두고 부천시 갑 선거구로 개편되었다.

## 역대 국회의원
| 선거   | 정당 | 정당           | 의원   |
| ------ | ---- | -------------- | ------ |
| 1996년 |      | 새정치국민회의 | 안동선 |
| 2000년 |      | 새천년민주당   | 안동선 |
| 2004년 |      | 열린우리당     | 김기석 |
| 2005년 |      | 한나라당       | 임해규 |
| 2008년 |      | 한나라당       | 임해규 |
| 2012년 |      | 민주통합당     | 김경협 |
| 2016년 |      | 더불어민주당   | 김경협 |

## 역대 선거 결과

### 대한민국 제15대 국회의원 선거
|  | 37.41% |

|  | 34.19% |

|  | 17.63% |

|  | 7.27% |

|  | 3.48% |

### 대한민국 제16대 국회의원 선거
|  | 52.31% |

|  | 37.92% |

|  | 9.76% |

### 대한민국 제17대 국회의원 선거
|  | 46.65% |

|  | 33.76% |

|  | 11.14% |

|  | 8.43% |

### 2005년 대한민국 재보궐선거
|  | 50.50% |

|  | 33.44% |

|  | 8.31% |

|  | 3.37% |

|  | 3.03% |

|  | 1.29% |

### 대한민국 제18대 국회의원 선거
|  | 51.75% |

|  | 33.15% |

|  | 7.52% |

|  | 5.60% |

|  | 1.94% |

### 대한민국 제19대 국회의원 선거
|  | 49.36% |

|  | 40.77% |

|  | 5.93% |

|  | 3.93% |

### 대한민국 제20대 국회의원 선거
|  | 42.43% |

|  | 34.64% |

|  | 22.91% |